# Jabhat Fateh al-Sham
O Jabhat Fateh al-Sham, outrora chamado de Frente Al-Nusra e às vezes referida como Jabhat al-Nusrah (em árabe: جبهة النصرة لأهل الشام Jabhat an-Nuṣrah li-Ahl ash-Shām, que significa: "A frente da vitória para o povo da Grande Síria") ou simplesmente Al-Qaeda na Síria, foi um  grande agrupamento jihadista, de orientação sunita,  que operava na Síria, onde pretendia instituir um Estado islâmico. Foi uma das principais forças opositoras ao governo de Bashar al-Assad.
O grupo foi criado em 23 de janeiro de 2012 e passou a integrar as forças da oposição síria que está no meio de uma guerra civil para derrubar o presidente do país, Bashar al-Assad. O grupo é descrito como "um dos mais agressivos e eficientes a integrar as forças rebeldes sírias". Desde dezembro de 2011, o governo dos Estados Unidos considera esta milícia como uma organização terrorista. Em abril de 2013, a al-Nursa jurou fidelidade ao chefe da al-Qaeda, com quem mantém laços ideológicos e logísticos.
O grupo era descrito como um dos maiores e mais organizados das forças rebeldes dentro da Síria, lutando ao lado da oposição do país para derrubar a ditadura que controla a nação. Contudo, ela também é acusada de vários atentados terroristas que causaram dezenas de mortos. Segundo informações de ativistas dentro e fora da Síria, a milícia al-Nusra impôe uma visão estrita da lei islâmica nos territórios que ocupa militarmente em nome da oposição.
O principal dirigente da organização era um Ahmed al-Shar’a, que utilizava à época o nome de guerra de Abu Mohammad al-Golani (ou Abu Mohammad al-Jawlani), no qual "Golani" é uma referência às Colinas de Golã. O chefe da organização teve seu nome retirado da lista de procurados do departamento de estado americano em fevereiro de 2014. Também merecem destaque outros líderes como Maysar Ali Musa Abdallah al-Juburi e Anas Hasan Khattab, que foram alvo de sanções financeiras por parte do Departamento do Tesouro dos Estados Unidos, e Mustafa Abdel-Latif, também conhecido como Abu Anas al-Sahaba, um jordaniano que é cunhado de Abu Musab al-Zarqawi que foi o líder da Al-Qaeda no Iraque.
Em dezembro de 2012, Abu Adnan concedeu uma entrevista na qual afirmou que:
1. a Jabhat al-Nusra não difere ideologicamente de outros grupos salafitas islâmicos sírios como Ahrar al-Sham e Liwa al-Tawhid. A diferença seria a de que a Jabhat al-Nusra teria critérios mais exigentes para aceitar combatentes em suas fileiras,  não aceitando fumantes e exigindo um curso de formação religiosa de 10 dias, além de um programa de treinamento militar de 15 a 20 dias;
2. os Estados Unidos teriam qualificado a Jabhat al-Nusra como terroristas, avaliando que algumas de suas táticas seriam semelhantes às da Al-Qaeda no Iraque, tais como o emprego de explosivos e carros-bomba;
3. embora a Jabhat al-Nusra contasse com veteranos sírios que lutaram no Iraque, não seria a mesma coisa que a Al-Qaeda no Iraque;
4. a Jabhat al-Nusra não é a única organização rebelde que utiliza dispositivos explosivos improvisados e homens-bomba voluntários ou não (prisioneiros);
5. embora somente a Jabhat al-Nusra tenha sido designada como "terrorista" pelo  governo dos EUA, que admite que ainda está tentando entender os vários elementos armados no conflito sírio, outros grupos islâmicos também pretendem instalar um Estado Islâmico na Síria, e até mesmo elementos grupos seculares da oposição demonizam as minorias e especialmente os alauitas;
6. a razão para tal qualificação, seriam supostas ligações com a al-Qaeda no Iraque;
7. se tal qualificação teve como objetivo isolar Jabhat al-Nusra, cabia avaliar que teve efeito oposto, pois melhorou a reputação da organização entre alguns sírios;[21]
8. tal qualificação revelaria uma falta de compromisso dos EUA com a derrubada de Assad, que teria praticado atos terroristas contra a população síria, e teria sido concebida para fomentar divisões internas entre os rebeldes e como desculpa para não enviar armas para os rebeldes sírios, que muitas vezes realizam ataques conjuntos contra posições do regime; portanto, seria muito difícil para o Ocidente fornecer armas apenas para determinados grupos e garantir que tais armas não acabassem também nas mãos da Jabhat al-Nusra sem que isso levasse a um combate entre os grupos favorecidos e a Jabhat al-Nusra;
9. o Ocidente desejaria manter o status quo que interessaria ao Estado de Israel, em vez de apoiar a tomada do poder em Damasco por por grupos alinhados com islamitas, pois o status quo havia mantido a paz apesar da ocupação das Colinas de Golã pelo Estado de Israel;
10. a Jabhat al-Nusra não estaria a espera de armas enviadas pela comunidade internacional, também porque, recentemente em um assalto contra um posto avançado do regime em Darat Izza teriam tomado mais armas do que qualquer outro país poderia fornecer e, além disso, combatentes estrangeiros também seriam uma fonte de apoio financeiro;
11. a organização divulgaria declarações e vídeos através do seu braço midiático, denominado "Al-al-Bayda Manarah" que seria promovido na internet pela "Shamoukh al-Islam", seus integrantes normalmente não concederiam entrevistas aos meios de comunicação convencionais, pois a promoção não seria prioridade e sim a "luta contra o regime", diferentemente de outros grupos que arrecadariam fundos por meio de filmagens;
12. a Jabhat al-Nusra teria presença em todo o território da Síria e em cada região haveria um líder supremo, um líder militar e um líder para a aplicação da Sharia, disse ele;
13. a Jabhat al-Nusra não estaria, por enquanto, procurando impor à força a sua visão conservadora do islamismo, ao contrário, por exemplo, da Ahrar al-Sham que teve desentendimentos com habitantes locais que rejeitaram suas tentativas de proibir a venda de álcool, mas teria como objetivo futuro a instituição de um Estado Islâmico;
14. a Jabhat al-Nusra foi um dos vários grupos que no final de novembro de 2012, rejeitou a Coalizão Nacional Síria da Oposição e das Forças Revolucionárias;
15. as minorias não teriam razões para temer o estabelecimento de um Estado Islâmico[22]";
16. teria sido correta a execução de aliados do regime desarmados por parte da Jabhat al-Nusra, pois não se deveria esquecer que o Regime Sírio estaria aterrorizando as pessoas por 40 anos;
17. a Jabhat al-Nusra estaria realizando ações assistenciais[23] na cidade de Alepo, para obter mais apoio da comunidade local, em um contexto no qual boa parte de seus combatentes não são daquela cidade;
18. a Jabhat al-Nusra teria críticos ferozes entre os rebeldes secularistas que estariam receosos quanto às visões conservadoras do grupo, mas esses críticos avaliariam que tal conservadorismo não iria se estabelecer na Síria após a derrubada do regime e que a disputa entre rebeldes secularistas e fundamentalistas deveria ocorrer posteriormente, e que os secularistas seriam favorecidas na disputa futura, pois muitos combatentes da Jabhat al-Nusra iriam passar a combater em outros países, como no Afeganistão ou na Faixa de Gaza após a queda do regime;
19. que a presença de não sírios nas fileiras da Jabhat al-Nusra se justificaria pois: as feridas nas terras árabes seriam a mesma ferida".

Em 13 de novembro de 2014, o grupo anunciou um acordo de paz com o EIIL. Ao mesmo tempo, voltou-se contra grupos moderados da oposição síria, como o 'Exército Livre', na esperança de estabelecer um califado próprio no norte do país.
Dede 2014, aviões e navios da coalizão anti-Estado Islâmico (formado por Estados Unidos e nações da Europa e Oriente Médio) vem bombardeando posições da al-Nursa pela Síria. No final do ano seguinte, a Rússia também começou a atacar alvos do grupo pelo país.
Em 28 de julho de 2016, a Jabhat al-Nusra anunciou que oficialmente rompia com al-Qaeda. Seu líder, Abu Mohammed al-Julani, disse em uma mensagem de áudio que o novo nome da organização seria Jabhat Fateh al-Sham ("Frente para a Conquista da Síria").
A 28 de janeiro de 2017, Jabhat Fateh al-Sham e diversas outras facções e grupos rebeldes salafitas e jihadistas chegaram a um acordo sobre a fusão destes vários grupos num só, dando origem a um novo grupo chamado Hay'at Tahrir al-Sham, ou, simplesmente, Tahrir al-Sham  ("Organização para Libertação do Levante"). Tendo a Jabhat Fateh al-Sham como a organização mais poderosa deste novo grupo salafita, o seu líder, Abu Mohammed al-Julani, foi apontado como o líder militar da nova organização. A única posição que, dentro deste grupo, tem tanto poder como o líder militar é o emir, que é Abu Jaber, ex-membro do Ahrar al-Sham, que se juntou à nova organização após a sua fundação.